# 参与
参与（さんよ）とは、事務・職務に参画する意。参預、賛与とも。

## 一般的用法
組織経営において、経営者を補助する立場にある者に対し冠せられる職称である。
日本の会社においては、取締役等役員、理事といわれる、いわゆる経営幹部の下位にあって業務管理を行うものについて用いられる。同様の職に「参事」があり、職階として理事（級）－参与（級）－参事（級）とし、いわゆる管理職を構成する例も多い（但し、法定されているものではないので、呼称は区々であり、参与・参事が入れ替わることもある）。

## 現代日本国政府における用法
有識者を特定の行政事務における相談役として任命し、非常勤の国家公務員の地位を与えたもの。「内閣官房参与」「内閣府政策参与」「防衛大臣政策参与」等。いわゆるブレーンであるが、類似した役割を持つ「特命顧問」より政策決定における比重は高くない。
以下に、内閣府における取り扱いを例示するが、内閣府のみならず各省庁において同様の規程を有している。
特に内閣官房参与には、知識人や国政上の重要人物を起用する傾向にある。しかし、起用人事の乱発、責任の曖昧さ、国政に与える影響の大きさなど、課題も少なくない。

## 幕末の「参与（参預）」
参預会議（朝廷参預）を参照。

## 明治時代の「参与」
参与（さんよ）は、明治時代初期に新政府に設置された官職。
1868年1月3日（慶応3年12月9日）の王政復古の政変によって新設された三職の一つで総裁・議定に亜ぐ。堂上の廷臣及び諸藩士によって構成されていた。また同じ参与でも堂上は上の参与、諸藩士は下の参与と呼ばれた。徴士である下ノ参与の会議は下議院または下の議事所と呼ばれていた。下の参与は西南雄藩出身の有力藩士たちであったので、維新政府の実質的な指導部はここにあった。
なお、議奏・武家伝奏等の廃止に伴う暫定的な職制で、これまでの武家伝奏の職務は差し当たり参与が取り扱うことになり、参与役所を設けて堂上の参与5人がこれを担当した。また、これまでの議奏の職務は、当初は議定の輩一人つづこれまで通り議奏の如く林和靖間に詰させたが、後に堂上に参与職林和靖間詰を命じて旧議奏商量の事務を管させた。
戊辰戦争が始まると1868年1月28日（慶応4年正月4日）に参与の西園寺公望を山陰道鎮撫総督として参与故の如しとした。また、内戦状態になっていることから海外各国の御処置急務とし同年2月2日（同年正月9日）に外国事務総裁を置き、その下に外国事務掛を置いてこれを議定兼副総裁の三条実美と共に参与の東久世通禧、岩下方平、後藤象二郎に兼勤させた。
1868年2月10日（慶応4年正月17日）に三職七科制を導入すると、参与は事務を参議し各課を分務するとした。参与は事務各課の掛を兼ねたが、ただし事務各課の総督は議定の外に上の参与がこれを兼ねることがあった。
同年2月25日（同年2月3日）に三職八局の職制では新たに総裁局を置き従前の七科と合わせ八局として、参与職は公卿・諸侯・徴士を之に任ずとし、参与は総裁局の顧問や弁事、各局の判事に充てた。ただし各局の輔・権輔は議定の外に堂上の参与や諸侯世嗣の参与を以てこれに充てる場合があり、また各局の権判事は参与職に任じていない徴士の外に堂上の参与を以てこれに充てる場合もあった。
1868年6月11日（慶応4年閏4月21日）に政体書に基づく官制に移行して新たな参与を議政官上局に置き、参与は公卿・諸侯・大夫・士・庶人を以て之に充てると定めて官等は第二等官とし、参与は議定と同じく法律の制定、条約の締結、和戦の宣告、三等官以上の人事を司った。このとき、これまでの三職や林和靖間詰を廃止し、官制改定により議定・参与等は改任された。また前参与より弁事、副知官事、判官事に転任した者もいた。従前は議定職であった諸侯が後に参与となることもあった。1868年11月3日（明治元年9月19日）に参与は行政官に属するものとされたが、翌1869年5月23日（明治2年4月12日）に上局に戻されるなど複雑な変遷を遂げる。
1869年6月22日（明治2年5月13日）の政体改刪で議定と参与は行政官に属し、また同日より官吏公選を行い参与が改選される。その結果、定員6人の参与には東久世通禧（前議定）、木戸孝允、後藤元曄、大久保利通、副島種臣、板垣正形が選出された。同年8月15日（同年7月8日）の職員令によって廃止され、新たな官制における参議の多くは副島種臣などの前参与が任ぜられた。
- 公家、廷臣
阿野公誠、石山基正、岩倉具定、岩倉具綱、岩倉具視、植松雅言、正親町公董、正親町実徳、大原重朝、大原重徳、愛宕通旭、烏丸光徳、久我通久、五条為栄、五辻安仲、西園寺公望、澤宣嘉、三条西季知、四条隆謌、四条隆平、白川資訓、醍醐忠順、高倉永祜、中院通富、堤哲長、徳大寺実則、中山忠愛、西四辻公業、橋本実陳、橋本実麗、橋本実梁、長谷信篤、長谷信成、東久世通禧、東園基敬、平松時厚、坊城俊章、坊城俊政、万里小路博房、万里小路通房、壬生基修、柳原前光、吉田良義、鷲尾隆聚

- 非蔵人、地下人
鴨脚光長、中川元績、松尾相永、松尾相保、松室重進、吉田良栄

- 薩摩藩
井上長秋、岩下方平、大久保利通、五代友厚、小松清廉、西郷隆盛、寺島宗則、町田久成、吉井友実

- 長州藩
伊藤博文、井上馨、木戸孝允、楫取素彦、広沢真臣

- 福井藩
青山小三郎、酒井十之丞（忠温、直道）、中根雪江、毛受洪（鹿之助）、由利公正

- 尾張藩
荒川甚作、田中不二麿、田宮如雲、丹羽賢、林左門（安孫子静逸）

- 熊本藩
木村得太郎、津田信弘、長岡護美、長谷川景隆、細川護久、溝口孤雲、横井小楠

- 佐賀藩
大木喬任、大隈重信、鍋島直大、副島種臣

- 土佐藩
神山郡廉、後藤象二郎、福岡孝弟、板垣退助

- 広島藩
浅野長勲、久保田秀雄、桜井元憲、辻維岳

- 宇和島藩
井関盛艮、林通顕（玖十郎）（東征大総督府参謀）

- 岡山藩
土倉正彦（家老）、土肥典膳（岡山藩番頭）

- 鳥取藩
荒尾成章（米子荒尾家分家）、土肥謙蔵

- その他
小原鉄心（大垣藩家老）、十時維恵（柳川藩）、平田鐵胤（国学者・平田篤胤養子）、小河一敏（岡藩）、秋月種樹（幕府若年寄、高鍋藩世子）、戸田忠至（宇都宮藩重臣、高徳藩初代藩主）、成瀬正肥（犬山藩主）、亀井茲監（津和野藩主）

## 日本相撲協会の参与
- 1959年（昭和34年）に日本相撲協会は参与の階級を制定した。職階上は主任と年寄の間だった。当初は理事や勝負検査役の経験者など幹部や準幹部を処遇する為の階級だったが、次第に病気療養の年寄が任命されるようになった。1996年（平成8年）以後、任命者はゼロで2007年（平成19年）1月に日本相撲協会寄附行為が改正され廃止となった。しかし2014年（平成26年）11月16日の理事会で希望する年寄に限り65歳の定年後も70歳まで再雇用する新規定を承認し、参与とすることとなり復活した。